# Nassim Azaouzi
Nassim Azaouzi (31 maart 2006) is een Marokkaans-Belgisch voetballer die sinds 2024 onder contract ligt bij KV Mechelen.

## Clubcarrière
Azaouzi ruilde in 2015 de jeugdopleiding van Eendracht Aalst voor die van RSC Anderlecht. Daar begon hij als centrale verdediger, maar ontwikkelde hij zich vanaf de U13 verder als diepe spits. In mei 2021 ondertekende Azaouzi zijn eerste profcontract bij Anderlecht.
Op 3 februari 2023 maakte Azaouzi zijn profdebuut in het shirt van RSCA Futures, het beloftenelftal van Anderlecht dat vanaf het seizoen 2022/23 aantreedt in Eerste klasse B: op de 21e competitiespeeldag liet trainer Guillaume Gillet hem in het 2-2-gelijkspel tegen Lommel SK in de 84e minuut invallen. In het seizoen 2023/24 mocht hij onder trainer Marink Reedijk driemaal invallen: tweemaal tegen Beerschot VA en daarna ook tegen RFC Seraing.
In mei 2024 ondertekende Azaouzi, die een aflopend contract had bij Anderlecht, een tweejarig profcontract met optie op een extra seizoen bij KV Mechelen.

## Clubstatistieken
| Seizoen         | Club             | Land            | Competitie      | Competitie | Competitie | Beker | Beker | Supercup | Supercup | Europees | Europees | Totaal | Totaal |
| Seizoen         | Club             | Land            | Competitie      | Wed.       | Dlp.       | Wed.  | Dlp.  | Wed.     | Dlp.     | Wed.     | Dlp.     | Wed.   | Dlp.   |
| --------------- | ---------------- | --------------- | --------------- | ---------- | ---------- | ----- | ----- | -------- | -------- | -------- | -------- | ------ | ------ |
| 2022/23         | RSCA Futures     | Vlag van België | Eerste klasse B | 1          | 0          | —     | —     | —        | —        | —        | —        | 1      | 0      |
| 2023/24         | RSCA Futures     | Vlag van België | Eerste klasse B | 3          | 0          | —     | —     | —        | —        | —        | —        | 3      | 0      |
| 2024/25         | Jong KV Mechelen | Vlag van België | Tweede afdeling | 15         | 2          | —     | —     | —        | —        | —        | —        | 15     | 2      |
| Carrière totaal | Carrière totaal  | Carrière totaal | Carrière totaal | 19         | 2          | 0     | 0     | 0        | 0        | 0        | 0        | 19     | 2      |

Bijgewerkt op 8 maart 2025.

## Interlandcarrière
Azaouzi begon als Belgisch jeugdinternational, maar maakte uiteindelijk de overstap naar de Marokkaanse jeugd. In mei 2023 speelde hij met Marokko –20 een oefeninterland tegen Burkina Faso. In november 2023 selecteerde Saïd Chiba, de bondscoach van Marokko –17, hem voor het WK onder 17 in Indonesië. Azaouzi mocht er driemaal invallen: tijdens de laatste groepswedstrijd tegen Indonesië, en nadien ook in de achtste finale en kwartfinale tegen respectievelijk Iran en Mali. Tegen Iran had Azaouzi een cruciale rol in de kwalificatie: de toenmalige Anderlecht-speler viel in de 89e minuut in bij een 0-1-achterstand, scoorde in de blessuretijd de 1-1 en zette in de daaropvolgende strafschoppenserie met succes een strafschop om.
1 De Wolf ·
3 Marsà ·
4 Raemaekers ·
6 Touba ·
7 Hairemans ·
8 Konaté ·
9 Ngoy ·
10 Dahl ·
11 Storm ·
13 Vanheusden ·
14 Raman ·
15 Thoelen ·
16 Schoofs ·
17 Belghali ·
19 Mrabti ·
20 Lauberbach ·
21 Welsh ·
22 Mirás ·
23 Foulon ·
27 Vanrafelghem ·
29 Van den Eynden ·
31 Annell ·
32 Aziz ·
33 Hammar ·
35 Bafdili ·
36 Yeboah ·
38 Antonio ·
40 Van Hof ·
77 Pflücke ·
Coach: Vanderbiest
· Assistent-coach: ?